# 切爾達足球會B隊
切爾達足球會B隊(Real Club Celta de Vigo, S.A.D. "B")是一支位於西班牙加利西亞自治區維戈的職業足球會，目前於西班牙足球乙二級聯賽第 I 組角逐。是切爾達的後備隊。

## 榮譽
- 西班牙丙組足球聯賽: 1957–58, 1999–2000, 2000–01
- 西班牙足協杯: 2001–02

## 外部連結
- Celta de Vigo official website
- Futbolme team profile （页面存档备份，存于） （西班牙语）